# Håvard Nordtveit
Håvard Nordtveit, född 21 juni 1990, är en norsk fotbollsspelare som spelar för tyska 1899 Hoffenheim. Nordveit spelar också i det norska landslaget.

## Karriär
Nordtveit karriär startade med spel i Norge med Vats 94 och Skjold. Den 20 augusti 2006 blev han den yngste spelaren någonsin att spela för det norska topplaget FK Haugesund. I juni 2007 åkte Arsenals manager Arsène Wenger till Norge för att börja förhandlingarna om Nordveit. Debuten för Arsenal kom den 14 juli 2007. Han fick hoppa in efter halvtid och ersatte då Kerrea Gilbert. 
Den 28 juli 2009 kom Arsenal och 1. FC Nürnberg överens om att den norske försvarsspelaren skulle lånas ut till Nürnberg under ett år. Trots att han normalt spelar centerback är hans primära roll i Nürnberg att vara defensiv mittfältare. 
Den 31 januari 2019 lånades Nordtveit ut till Fulham på ett låneavtal över resten av säsongen 2018/2019.